# Dorfkirche Klinkow

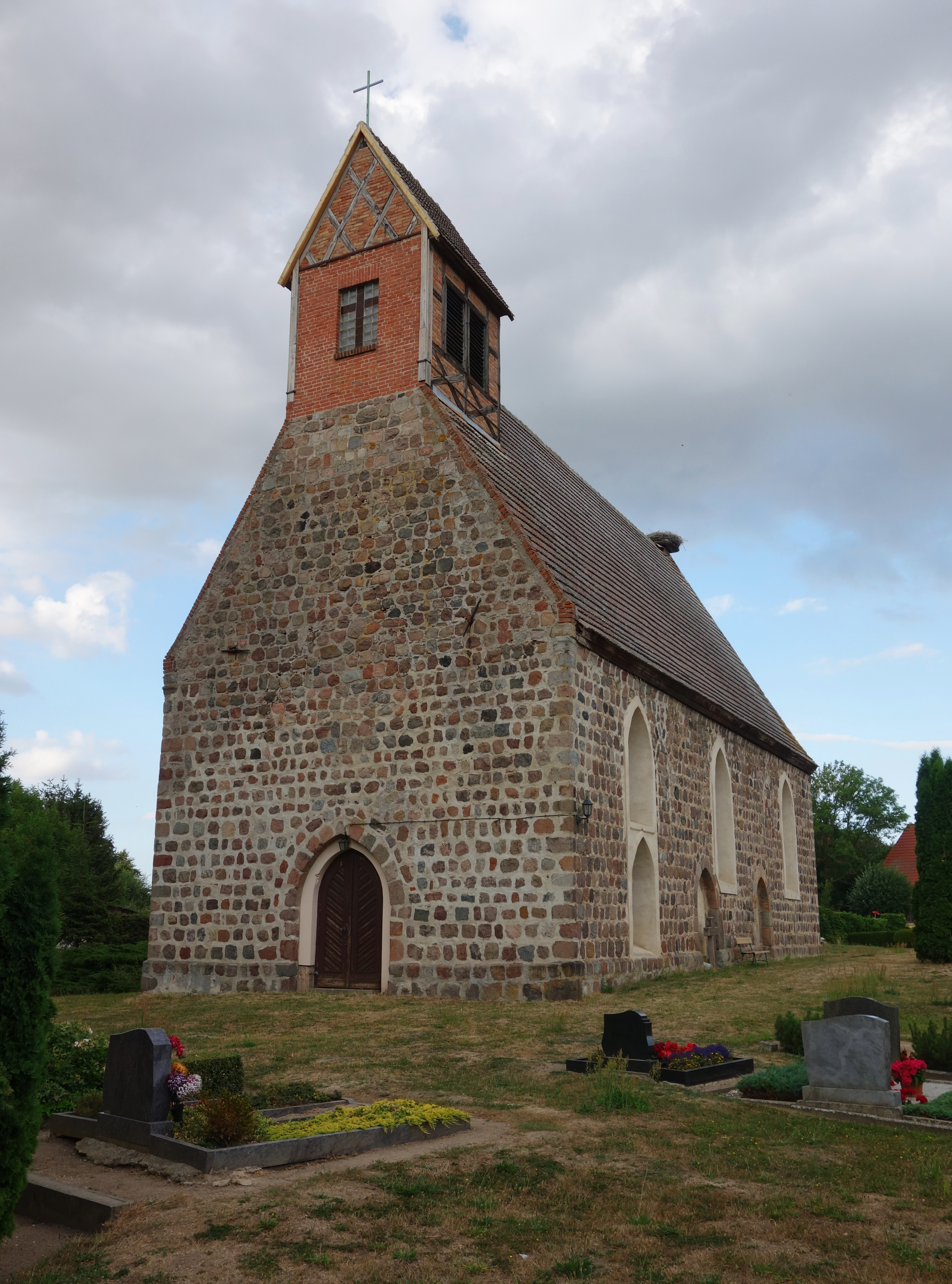
Dorfkirche Klinkow

Die evangelische, denkmalgeschützte Dorfkirche Klinkow steht in Klinkow, einem Ortsteil der Stadt Prenzlau im Landkreis Uckermark von Brandenburg. Die Kirche gehört zur Gesamtkirchengemeinde Schönwerder im Kirchenkreis Uckermark der Evangelischen Kirche Berlin-Brandenburg-schlesische Oberlausitz.

## Beschreibung
Die Feldsteinkirche wurde in der zweiten Hälfte des 13. Jahrhunderts gebaut. Die Fenster der Längswände wurden 1869 spitzbogig vergrößert. Das Portal befindet sich im Westen, die beiden an der Südwand sind vermauert. In der Ostwand befindet sich eine Dreifenstergruppe, das breite Mittelfenster ist vermauert. Der Giebel darüber ist mit einer Blende aus drei kleinen Fenstern verziert. Im Zweiten Weltkrieg ist die Kirche ausgebrannt. Bei ihrer Wiederherstellung 1951 wurde dem Satteldach des Langhauses im Westen ein Dachturm aus Holzfachwerk aufgesetzt, dessen Gefache bis auf die massive Westseite mit Backsteinen ausgefüllt sind. 